# Svjetska baština u Peruu
Kronološki popis svjetske baštine u Peruu po godini upisa na UNESCO-ovu listu:
1. 1983. – Grad Cusco
2. 1983. – Brdska utvrda Inka Machu Picchu
3. 1985. – Svetište Chavín de Huántar
4. 1985. – Nacionalni park Huascarán
5. 1987. – Nacionalni park Manu
6. 1988. – Ruševine Chan Chana *
7. 1990. – Nacionalni park Río Abiseo s arheološkim parkom
8. 1991. – Stari dio Lime s franjevačkim samostanom
9. 1994. – Linije i crteži na tlu u Nazcu i Pampas de Jumana
10. 2000. – Povijesno središte grada Arequipa
11. 2009. – Stari grad Caral
12. 2014. - Qhapaq Ñan, andski sustav putova (zajedno s Kolumbijom, Argentinom, Čileom, Ekvadorom i Bolivijom)
13. 2021. - Astronomski kompleks Chanquillo

## Popis predložene svjetske baštine Perua
1. 1996. - Povijesno središte grada Trujillo
2. 1996. - Arheološki kompleks Pachacamac
3. 2002. - Povijesno središte grada Cajamarca
4. 2005. - Jezero Titicaca
5. 2011. - Arheološki kompleks Kuelap

## Poveznice
- Popis mjesta svjetske baštine u Americi